# Mayet
Mayet település Franciaországban, Sarthe megyében. Lakosainak száma 3186 fő (2022. január 1.). Mayet Écommoy, Sarcé, Verneil-le-Chétif, Aubigné-Racan, Beaumont-Pied-de-Bœuf, Lavernat, Marigné-Laillé és Pontvallain községekkel határos.

## Népesség
A település népességének változása:
| Lakosok száma | 3168 | 3175 | 3138 | 3128 | 3120 | 3142 | 3164 | 3186 |
|               | 2015 | 2016 | 2017 | 2018 | 2019 | 2020 | 2021 | 2022 |